# Aderus coloratus
Aderus coloratus es una especie de coleóptero de la familia Aderidae. Fue descrita científicamente por Thomas Broun en 1893.

## Distribución geográfica
Habita en Nueva Zelanda.